# Claudio di Guisa-Aumale
Claudio di Guisa, duca d'Aumale (Joinville, 18 agosto 1526 – La Rochelle, 3 marzo 1573), era il terzo figlio di Claudio I di Guisa Duca di Guisa e di Antonia di Borbone-Vendôme.

## Biografia

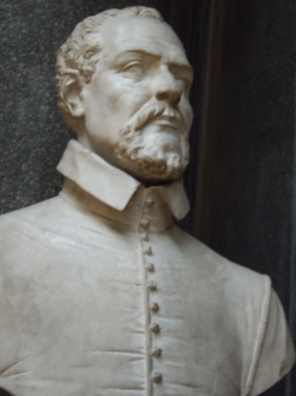
Claudio di Guisa, busto nella Galerie des Batailles - Castello di Versailles.

Il 1º agosto 1547 sposò Louise de Brézé (1518 - 1577), signora di Anet, figlia di Luigi di Brézé, conte di Maulevrier e di Diana di Poitiers. Ebbero undici figli:
- Enrico (21 ottobre 1549, Château de Saint-Germain-Germain - agosto 1559), conte di Valentinois
- Carlo (1555-1631), duca di Aumale
- Antonio (1562 - morto giovane)
- Claudio (1564 - 1591), detto chevalier d'Aumale, abate di St.-Pere-en-Valle, presso Chartres, cavaliere dell'Ordine di Malta, generale delle Galere
- Carlo (1566 - 1568)
- Caterina Romola (1550 - 1606), sposo l'11 maggio 1569 suo cugino Nicola di Lorena, duca di Mercoeur
- Madeleine Diane (1554 - morta giovane)
- Diana (10 novembre 1558 - 25 giugno 1586, Ligny), sposò il 13 novembre 1576 François, duca di Piney-Lussemburgo
- Antonietta (1560 - morta giovane)
- Antonietta Luisa (29 settembre 1561, Joinville - 24 agosto 1643, Soissons), badessa di Soissons
- Maria (10 giugno 1565 - 27 gennaio 1627), badessa di Chelles

Nel 1550 il fratello Francesco divenne Duca di Guisa e gli cedette il titolo di duca d'Aumale.
Fu Gran cacciatore di Francia.
Morì colpito da una colubrina all'assedio di La Rochelle.

## Ascendenza
|                              |                                  |                                    | Genitori                       |  |  | Nonni |  |  | Bisnonni                 |  |  | Trisnonni            |  |
|                              |                                  |                                    |                                |  |  |       |  |  | Federico II di Vaudémont |  |  | Antonio di Vaudémont |  |
|                              |                                  |                                    |                                |  |  |       |  |  | Federico II di Vaudémont |  |  | Antonio di Vaudémont |  |
|                              |                                  | Maria d'Harcourt                   |                                |  |  |       |  |  | Federico II di Vaudémont |  |  |                      |  |
| Renato II di Lorena          |                                  |                                    |                                |  |  |       |  |  | Federico II di Vaudémont |  |  |                      |  |
|                              |                                  | Iolanda d'Angiò                    | Renato d'Angiò                 |  |  |       |  |  |                          |  |  |                      |  |
|                              |                                  | Iolanda d'Angiò                    | Renato d'Angiò                 |  |  |       |  |  |                          |  |  |                      |  |
|                              |                                  | Iolanda d'Angiò                    | Isabella di Lorena             |  |  |       |  |  |                          |  |  |                      |  |
| Claudio I di Guisa           |                                  | Iolanda d'Angiò                    |                                |  |  |       |  |  |                          |  |  |                      |  |
|                              |                                  | Adolfo di Egmond                   | Arnoldo di Egmond              |  |  |       |  |  |                          |  |  |                      |  |
|                              |                                  | Adolfo di Egmond                   | Arnoldo di Egmond              |  |  |       |  |  |                          |  |  |                      |  |
|                              |                                  | Adolfo di Egmond                   | Caterina di Clèves             |  |  |       |  |  |                          |  |  |                      |  |
| Filippina di Gheldria        |                                  | Adolfo di Egmond                   |                                |  |  |       |  |  |                          |  |  |                      |  |
|                              |                                  | Caterina di Borbone                | Carlo I di Borbone             |  |  |       |  |  |                          |  |  |                      |  |
|                              |                                  | Caterina di Borbone                | Carlo I di Borbone             |  |  |       |  |  |                          |  |  |                      |  |
|                              |                                  | Caterina di Borbone                | Agnese di Borgogna             |  |  |       |  |  |                          |  |  |                      |  |
| Claudio di Guisa             |                                  | Caterina di Borbone                |                                |  |  |       |  |  |                          |  |  |                      |  |
|                              | Giovanni VIII di Borbone-Vendôme | Luigi I di Borbone-Vendôme         |                                |  |  |       |  |  |                          |  |  |                      |  |
|                              | Giovanni VIII di Borbone-Vendôme | Luigi I di Borbone-Vendôme         |                                |  |  |       |  |  |                          |  |  |                      |  |
|                              | Giovanni VIII di Borbone-Vendôme | Giovanna di Monfort-Laval          |                                |  |  |       |  |  |                          |  |  |                      |  |
| Francesco di Borbone-Vendôme | Giovanni VIII di Borbone-Vendôme |                                    |                                |  |  |       |  |  |                          |  |  |                      |  |
|                              |                                  | Isabella di Beauvau                | Luigi di Beauvau               |  |  |       |  |  |                          |  |  |                      |  |
|                              |                                  | Isabella di Beauvau                | Luigi di Beauvau               |  |  |       |  |  |                          |  |  |                      |  |
|                              |                                  | Isabella di Beauvau                | Margherita di Chambeley        |  |  |       |  |  |                          |  |  |                      |  |
| Antonia di Borbone-Vendôme   |                                  | Isabella di Beauvau                |                                |  |  |       |  |  |                          |  |  |                      |  |
|                              |                                  | Pietro II di Lussemburgo-Saint-Pol | Luigi di Lussemburgo-Saint-Pol |  |  |       |  |  |                          |  |  |                      |  |
|                              |                                  | Pietro II di Lussemburgo-Saint-Pol | Luigi di Lussemburgo-Saint-Pol |  |  |       |  |  |                          |  |  |                      |  |
|                              |                                  | Pietro II di Lussemburgo-Saint-Pol | Giovanna di Marle              |  |  |       |  |  |                          |  |  |                      |  |
| Maria di Lussemburgo         |                                  | Pietro II di Lussemburgo-Saint-Pol |                                |  |  |       |  |  |                          |  |  |                      |  |
|                              |                                  | Margherita di Savoia               | Ludovico di Savoia             |  |  |       |  |  |                          |  |  |                      |  |
|                              |                                  | Margherita di Savoia               | Ludovico di Savoia             |  |  |       |  |  |                          |  |  |                      |  |
|                              |                                  | Margherita di Savoia               | Anna di Lusignano              |  |  |       |  |  |                          |  |  |                      |  |
|                              |                                  | Margherita di Savoia               |                                |  |  |       |  |  |                          |  |  |                      |  |